# Ác là Đài Loan
Ác là Đài Loan, tên khoa học là Urocissa caerulea, là một loài chim trong họ Corvidae. Đây là giống chim đặc hữu sống tại vùng núi ở Đài Loan.

## Mô tả
Ác là Đài Loan có kích thước bằng ác là châu Âu, nhưng đuôi dài hơn. Thân dài 64–65 cm. Cảnh dài 18–21 cm và đuôi dài 40 cm.
Bộ lông của chim trống và chim mái trông như nhau. Đầu, cổ và ngực có màu đen; mắt có màu vàng; mỏ và chân có màu đỏ; phần còn lại của bộ lông có màu từ xanh da trời đậm đến màu tím. Loài chim này cũng có những mảng màu trắng trên cánh và đuôi.

## Hành vi
Ác là Đài Loan không sợ con người. Chúng có thể được tìm thấy ở gần nơi cư trú của con người ở vùng núi hay vùng đất mới trồng. Chúng sinh sống thành bầy và thường được tìm thấy trong nhóm sáu hoặc nhiều hơn, bay lướt đi như con thoi và trong rừng. Khi bay trong một nhóm, chúng bay nối đuôi nhau. Đôi khi, chúng có thể bay thành một hàng.
Tương tự như các thành viên khác của họ quạ, chúng có một tiếng kêu khàn khàn quang quác, chúng là những kẻ ăn xác thối và động vật ăn tạp. Thức ăn của chúng bao gồm rắn, động vật gặm nhấm, côn trùng nhỏ, vật, trái cây và các loại hạt. Quả sung dại và đu đủ là những món ưa thích của loài này. Chúng lưu trữ thức ăn thừa trên mặt đất bằng cách đậy lại bằng lá để ăn sau. Đôi khi họ lưu trữ thực phẩm trong lá hoặc nhánh cây.

## Sinh sản
Ác là Đài Loan có chế độ một vợ một chồng. Chim mái ấp trứng trong khi chim trống giúp xây tổ và kiếm thức ăn cho chim con. Tổ của chúng thường được tìm thấy trong rừng và cỏ dại và chủ yếu được xây trên cành cao hơn từ tháng 3 đến tháng 4. Tổ có hình dạng giống như một cái bát và được dệt bằng cành cây và cỏ dại. Thông thường có 3-8 quả trứng một lứa. Trứng có màu xanh ô liu, với các đốm màu nâu sẫm. Thời gian ấp trứng 17-19 ngày và tỷ lệ nở là 78,3%, do đó mỗi tổ có 3-7 chim con. Ác là Đài Loan có một hành vi bảo vệ tổ mạnh mẽ, và sẽ tấn công dữ dội những kẻ xâm nhập cho đến khi kẻ thâm nhập bỏ đi.